# Kerry Emanuel
Kerry Andrew Emanuel (21 de abril de 1955) es un profesor de meteorología estadounidense, desarrollando actividades académicas en el Massachusetts Institute of Technology de Cambridge. En particular, se ha especializado en convección atmosférica y los mecanismos actuantes en la intensificación de huracanes.
Fue nombrado uno de los Time 100 influyentes de 2006.
En 2007, fue elegido miembro de la Academia Nacional de Ciencias de Estados Unidos.
En 1994, hipotetizó acerca de un tipo de huracán superpotente que podría formarse si la temperatura de la superficie del mar promedio se incrementase otros 15 °C más que lo que nunca estuvo (ver "hipercán").
En marzo de 2008, publicó un artículo en el Bulletin of the American Meteorological Society, concluyendo que el calentamiento global se incrementa en intensidad pero decrece en frecuencia de actividad de huracanes y ciclones. Gabriel Vecchi, de la NOAA afirmó que el anuncio de Emanuel: 

"mientras sus resultados no dejan fuera la posibilidad de que el calentamiento global ha contribuido al reciente incremento en actividad en el Atlántico, sugiere que podría haber otras posibilidades de factores agregados al calentamiento global contribuyendo al observado incremento en actividad."

En 2013, con otros destacados expertos, fue coautor de una carta abierta a los responsables políticos, que establecía que: 

"la continua oposición a la energía nuclear amenaza la capacidad de la humanidad para evitar un cambio climático peligroso."

## Algunas publicaciones
- Emanuel, K.A.(1994): Atmospheric Convection, Oxford University Press. ISBN 0-19-506630-8
- Emanuel, K.A.(2005): Divine Wind: The History And Science Of Hurricanes, ISBN 0-19-514941-6
- Emanuel, K.A.(2005): "Increasing destructiveness of tropical cyclones over the past 30 years". Nature
- Emanuel, K.A.(2007): Phaeton’s Reins - The human hand in climate change. Boston Review.
- Emanuel, K.A.(2007): What We Know About Climate Change, The MIT Press & Boston Review. ISBN 978-0-262-05089-0
- Emanuel, K.A.(2008): "Hurricanes and Global Warming: Results from Downscaling IPCC AR4 Simulations". Bulletin of the American Meteorological Society